# Lázaro Cárdenas (gmina)

Położenie gminy Lázaro Cárdenas na mapie stanu Quintana Roo

Lázaro Cárdenas – nieduża gmina w północnej meksykańskiego stanu Quintana Roo, położona na wierzchołku półwyspu Jukatan, na wybrzeżu Zatoki Meksykańskiej. Jest jedną z 10 gmin w tym stanie. Siedzibą władz gminy jest miasto Kantunilkín. Nazwa gminy została nadana na cześć prezydenta Meksyku w latach 1934 - 1942 Lázaro Cárdenas del Río.
Wraz z gminami Isla Mujeres i Benito Juárez dzieli wierzchołek półwyspu Jukatan na dwie części. W 2005 roku ludność gminy liczyła 22 434 mieszkańców.

## Geografia gminy

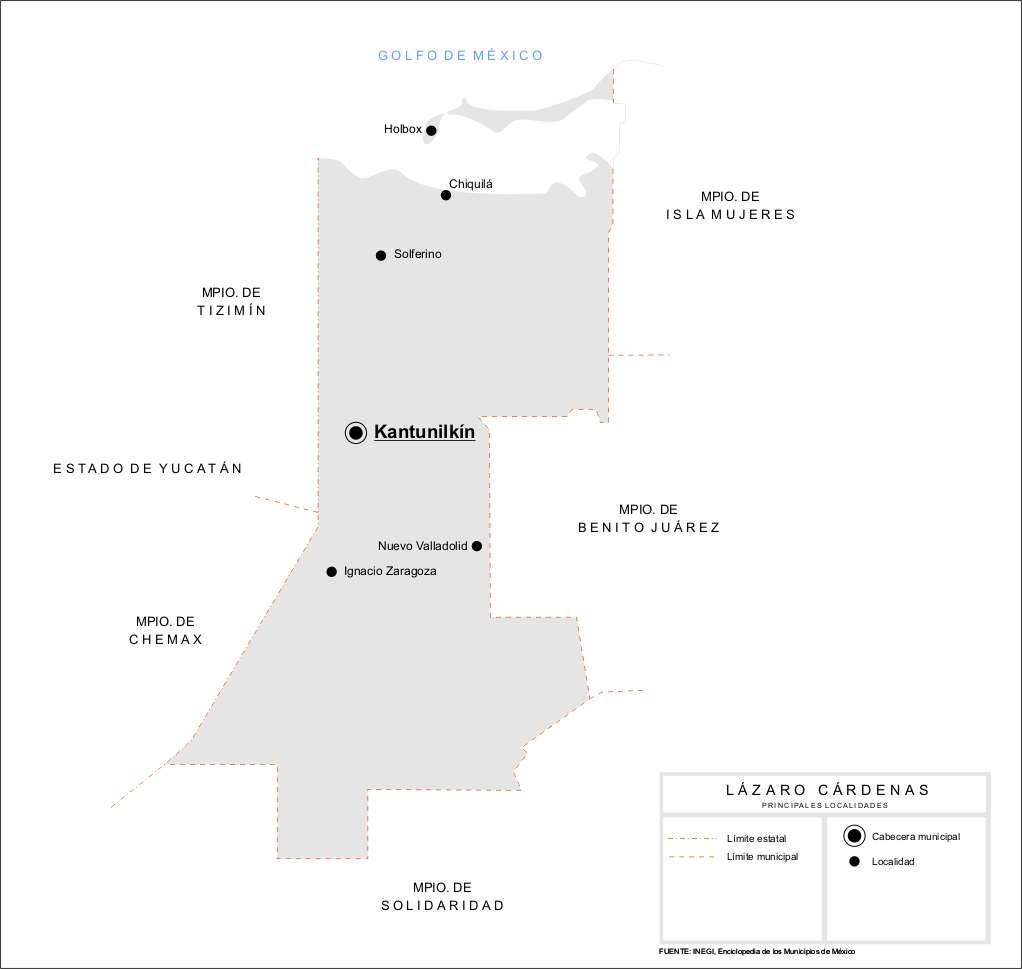
Plan gminy Lázaro Cárdenas

Powierzchnia gminy wynosi  3 881 km² zajmując ponad 7,6% powierzchni stanu, co czyni ją średniej wielkości gminą pod względem powierzchni w stanie Quintana Roo. Obszar gminy jest równinny, a nierówności terenu nie są wyniesione ponad poziom morza o więcej niż 25 m. Wzdłuż wybrzeża znajduje szereg zatok mających charakter lagun z największą Laguna Conil. Teren w dużej części pokryty jest lasami, które mają charakter lasów deszczowych. Klimat jest ciepły i wilgotny ze średnią roczną temperaturą wynoszącą 24,6 °C. Gmina leży na trasie huraganów a większość wiatrów wieje z kierunku wschodniego znad Morza Karaibskiego przynosząc dużą ilość gwałtownych opadów (głównie w lecie) czyniąc klimat wilgotnym opadami na poziomie 1 268 mm rocznie. Na terenie gminy znajduje się Yum Balam obszar chroniony o charakterze parku narodowego.

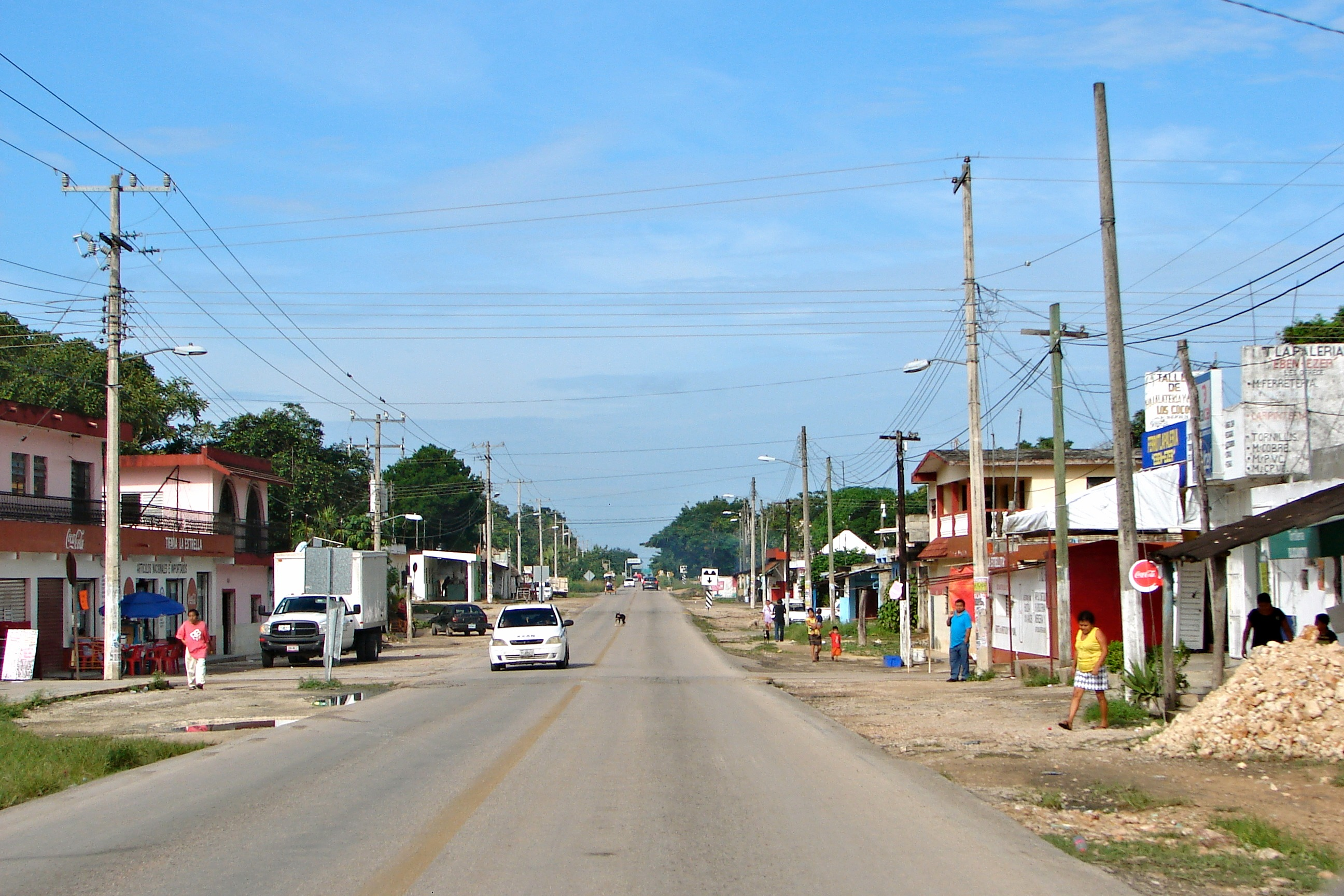
Ignacio Zaragoza
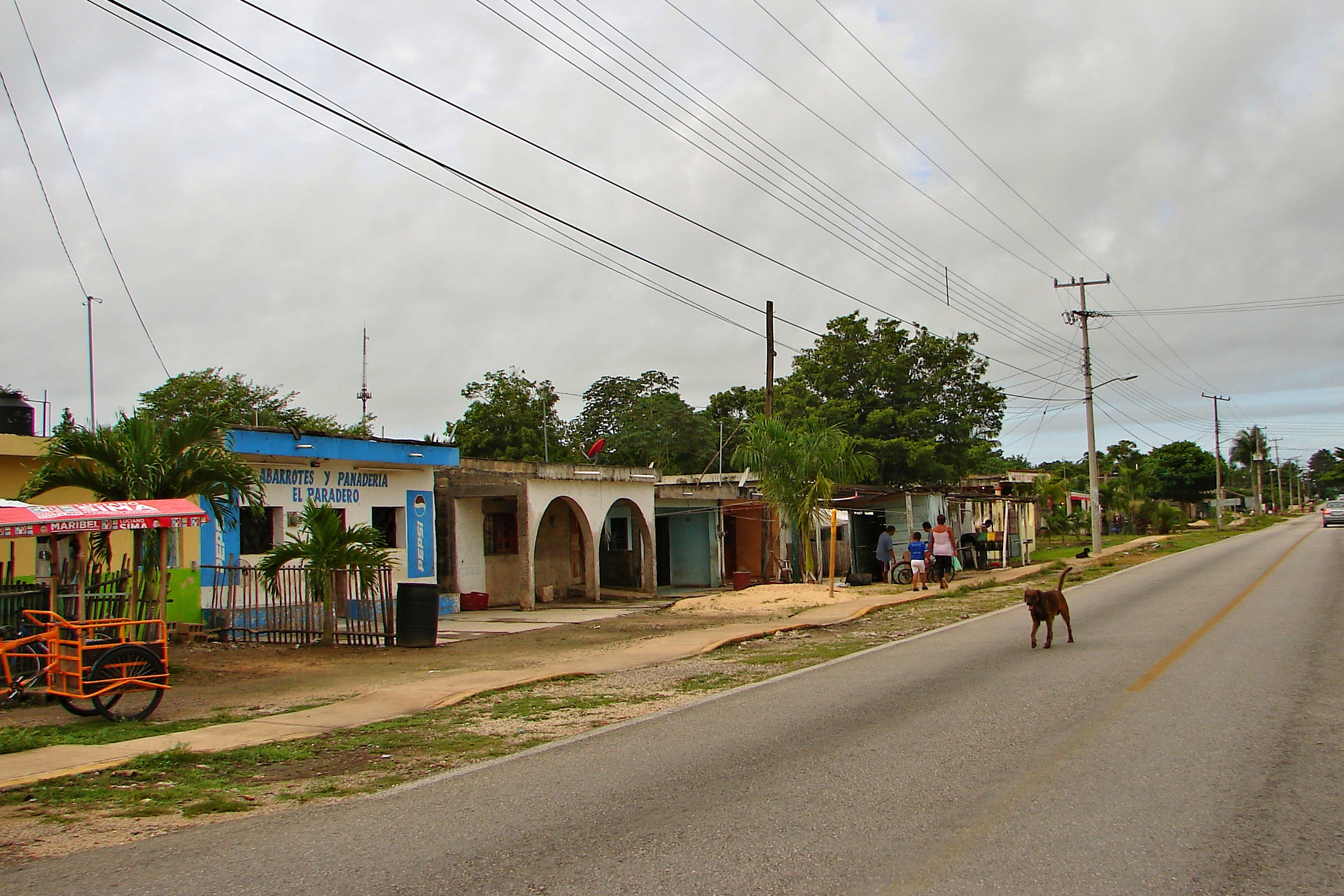
Nuevo Valladolid
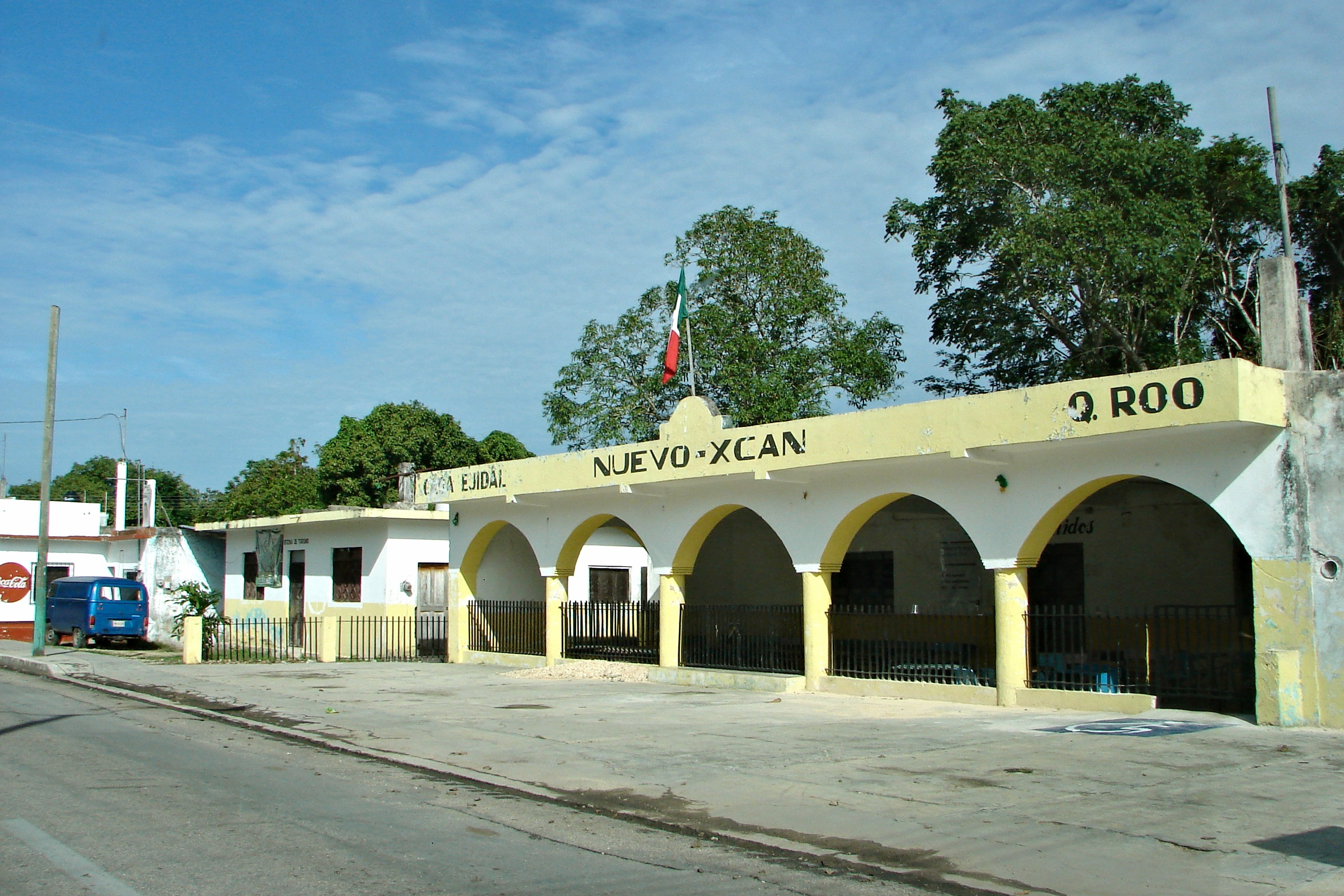
Nuevo X-Can
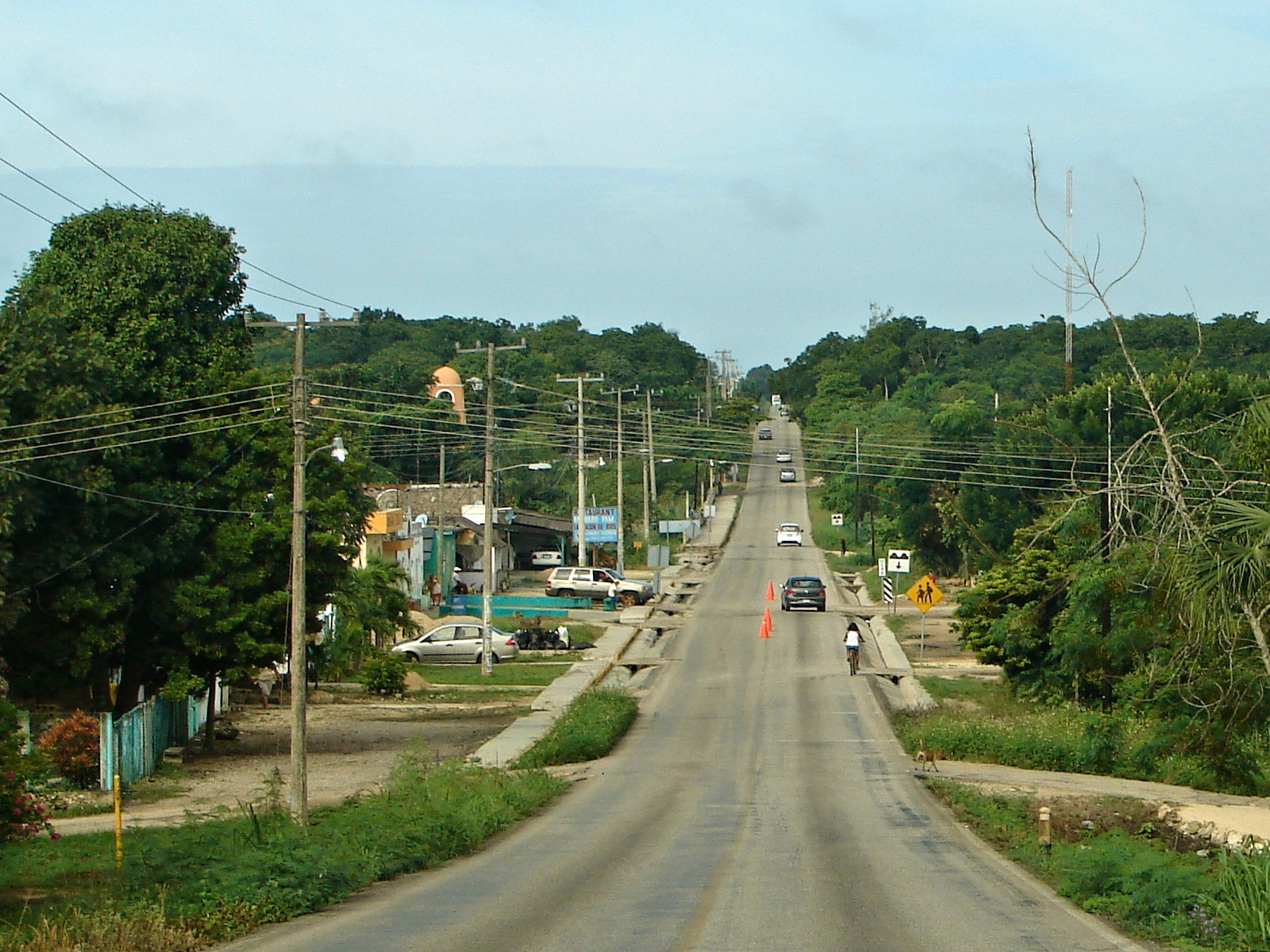
El Tintal